# Den Danske Salmebog
Den Danske Salmebog er salmebogen der benyttes i den danske Folkekirke.
Salmebogen er udkommet i flere version med den seneste fra 2003 der er den 15. autoriserede danske salmebog siden reformationen i 1536. Den består af 791 salmer.
Salmebogen indeholder foruden salmerne Folkekirkens ritualbog, alterbog, en bønnebog og uddrag af Luthers lille Katekismus.

## Opdeling af salmerne
Salmerne i Den Danske Samlebog fra 2003 er opdelt i følgende kategorier:
- 1 – 14: Lovsange
- 15 – 51: Troen på Gud Fader
- 52 – 279: Troen på Guds Søn
- 280 – 317: Troen på Gud Helligånd
- 318 – 374: Den hellige, almindelige kirke
- 375 – 486: De helliges samfund
- 487 – 523: Syndernes forladelse
- 524 – 575: Kødets opstandelse og det evige liv
- 576 – 698: Kristenlivet
- 699 – 791: Menneskelivet